# 上善财
上善财，位于山西省忻州市五台山风景名胜区台怀镇杨林村营坊自然村东约500米的黛螺顶山坡悬崖上，清水河畔。该寺已列为五台县文物保护单位。

## 历史
上善财建于清康熙年间

## 建筑
上善财坐东朝西，占地3496.53平方米。依悬崖而建，南北一字排列，自北而南为山门、文殊殿、大雄宝殿、华严三圣殿和善财洞。其中山门、华严三圣殿为新建，其余为清代建筑。
文殊殿立于台基上面阔三间，进深二间，硬山顶。善财洞内善财童子铜像现藏于显通寺，现存汉白玉塑像为新塑。

## 保护
1988年7月，上善财公布为五台县文物保护单位。